# إدارة أريزونا
كانت إدارة أريزونا (1865-1867) جزءً من الإمبراطورية المكسيكية الثانية، وتقع في ولاية سونورا الحالية في شمال غرب المكسيك.
تم إنشاؤه بموجب مرسوم إمبراطوري في 3 مارس 1865، والذي حدد:
كانت تقع مباشرة جنوب إقليم أريزونا الأمريكي السابق الذي صار الآن ولاية أريزونا. لقد كانت واحدة من بين الإدارات الخمسين للإمبراطورية المكسيكية الثانية وكان يديرها الحاكم خوسيه مورينو بوستامانتي. بلغ عدد سكان القسم في عام 1865 25603 نسمة.